# Salone internazionale dell'aeronautica e dello spazio di Mosca

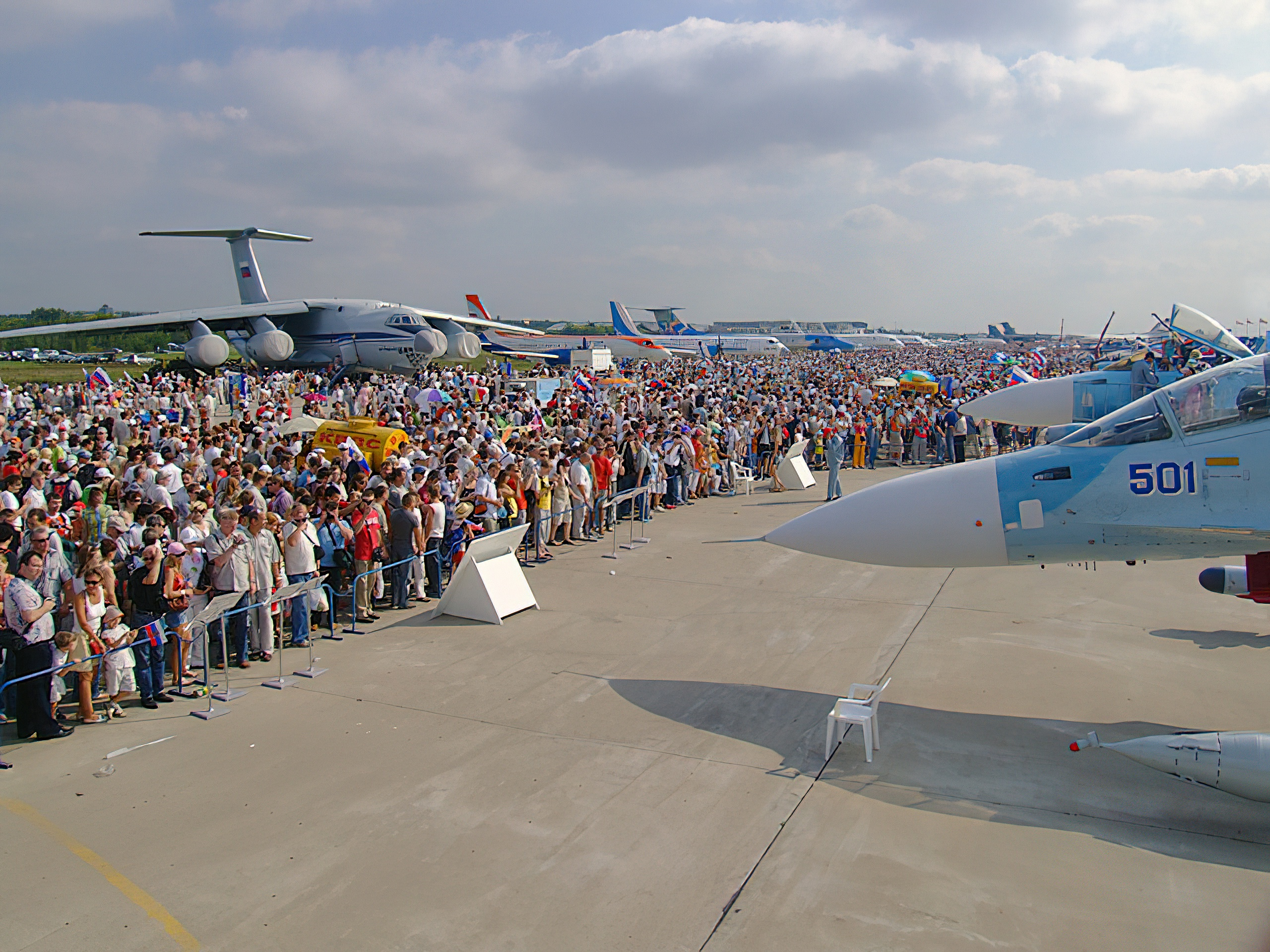
Il MAKS del 2007

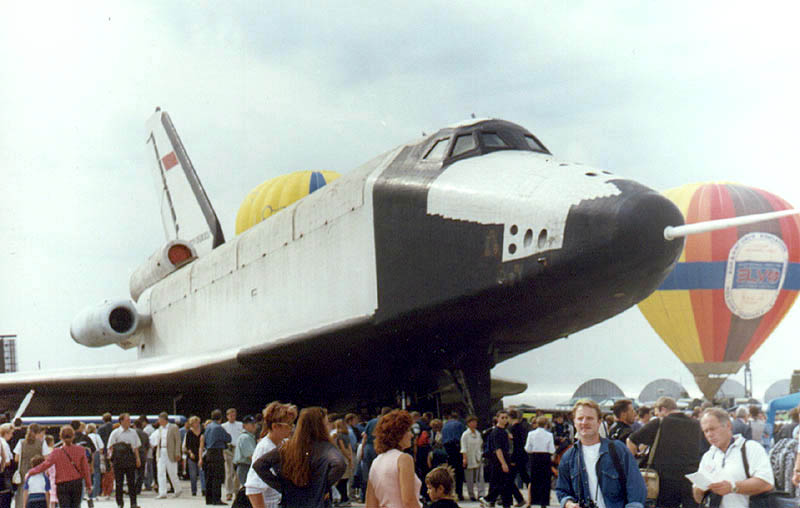
Una navetta Buran esposta durante il MAKS del 1999

Il Salone internazionale dell'aeronautica e dello spazio di Mosca o MAKS (in russo салон Международный авиационно-космический?, Mezhdunarodnyj aviatsionno-kosmicheskij salone, o MAKC) è una manifestazione aeronautica internazionale che si svolge nei pressi di Mosca.

## Storia
Il primo salone simile in Russia si è tenuto nel 1992 con la denominazione di Mosaeroshow-92. Dal 1993, è stato rinominato per l'attuale denominazione e si svolge in anni dispari.
MAKS è un evento importante nel mondo degli affari russo. Anche se inizialmente è stato pensato come evento di intrattenimento, lo spettacolo è diventato una vetrina per i produttori aeronautici russi. Tramite tale manifestazione i produttori hanno potuto trovare nuovi contratti con clienti stranieri.

### Incidente del 2009
A pochi giorni dall'inizio del MAKS 2009, due velivoli Sukhoi Su-27 appartenenti alla pattuglia acrobatica nazionale russa, i Russian Knights, si scontrarono in volo mentre erano impegnati nelle prove. L'incidente causò la morte del colonnello pilota Igor Tkachenko, comandante della pattuglia acrobatica e ufficiale dell'aeronautica militare russa (V-VS).